# Оїєр Санхурхо
Оїєр Санхурхо Мате (ісп. Oier Sanjurjo Maté; нар. 25 травня 1986, Естелья) — іспанський футболіст, півзахисник кіпрського клубу АЕК (Ларнака).

## Клубна кар'єра
У дорослому футболі дебютував 2005 року виступами за команду «Осасуна Б». За два роки почав залучатися до лав головної команди «Осасуни». Сезон 2011/12 провів в оренді у клубі «Сельта Віго», після чого повернувся до «Осасуни», де швидко став ключовим гравцем середини поля і виступав майже протягом усієї кар'єри і провів понад 300 матчів.
Влітку 2022 року у віці 36 років перейшов у кіпрський АЕК (Ларнака)

## Виступи за збірну
2010 року дебютував в офіційних матчах у складі збірної Країни Басків., за яку провів загалом 5 матчів.